# 1039 Sonneberga
1039 Sonneberga là một tiểu hành tinh vành đai chính. Nó được phát hiện bởi Max Wolf ngày 24 tháng 11 năm 1924. Tên ban đầu của nó là 1924 TL. Nó được đặt theo tên Đài thiên văn Sonneberg.